# Šup sem, šup tam
Šup sem, šup tam (v dánském originále 2 ryk og 1 aflevering) je dánská filmová komedie z roku 2003. Režisérem filmu je Aage Rais-Nordentoft. Hlavní role ve filmu ztvárnili Jacob Oliver Krarup, Marie Bach Hansen, Cyron Björn Melville, Esben Smed a Niells Ellegaard.

## Obsazení
| Jacob Oliver Krarup    | Jakob            |
| Marie Bach Hansen      | Mathilde         |
| Cyron Björn Melville   | Bo               |
| Esben Smed             | Mikkel           |
| Niells Ellegaard       | trenér           |
| Ann Eleonora Jorgensen | Mathildina matka |
| Lea Baastrup Ronne     | Kamilla          |
| Joakim Kruse           | Bryan            |